# قلوب العذارى (فلم)
قلوب العذارى فيلم مصري تم إنتاجه عام 1958، من إخراج حسن الإمام، ومن أداء شادية وكمال الشناوي.

## تمثيل
- شادية
- كمال الشناوي
- حسين رياض
- أمينة رزق
- أحمد علام
- كريمان
- رشدي أباظة
- برلنتي عبد الحميد
- نظيم شعراوي

## أغاني الفيلم
- لو أغمض عيني
- أول لؤانا
- آه يالموني

## روابط خارجية
- مقالات تستعمل روابط فنية بلا صلة مع ويكي بيانات